# Leishmania major
Leishmania major je druh prvoka z rodu  leismania, způsobující leismaniózu (také známou jako aleppské vředy, bagdádské vředy a další lokální názvy[nedostupný zdroj]). L. major vnitrobuněčný patogen, který infikuje fagocyty a dendritické buňky imunitního systému. Vyskytuje se výhradně na východní polokouli, nejvíce v severní Africe, na středním východě, severozápadní Číně, a severozápadní Indii.

## Životní cyklus
Jako většina trypanozóm, L. major začíná životní cyklus ve formě amastigota (kulatý s krátkým bičíkem) uvnitř zažívacího traktu hlavního přenašeče, samičce mouchy rodu Phlebotomus. ve střevě přenašeče se po 1-2 týdnech mění v promastigotní stádium (protáhlý s bičíkem na jedné straně), který se přesouvá do sosáku

Životní cyklus L. major

Během sání se promastigot dostává do krevního oběhu savčího hostitele, kde je pohlcen makrofágy. Po pohlcení se promastigotní stádium vyvine ve stádium amastigotní, které je oválné, či kulovité s průměrem okolo 2–3 μm, a obsahuje velké jádro a kinetoplast.   Vybaveny k přežití acidické prostředí uvnitř potravních vakuol makrofága, se amastigotní stádia množí binárním dělením. Poté, co se amastigot rozmnožil a rozšířil po těle, je připraven k nasání mouchou společně s krví, čímž dokončí svůj cyklus. L. major má i sexuální cyklus s meiózou, probíhající jen v těle přenašeče.

## Infekce
L. major vstupuje do krevního oběhu hostitele při sání hematofágní mouchy, kde nalézá cíl nákazy: makrofágy.  Promastigotní stádia  jsou vybavena množstvím receptorů k rozpoznání makrofága, včetně CR1 a CR3 receptorů a RAGE receptoru. Aktivace k napadení vychází z cytoplazmatické membrány. Tímto způsobem parazit přežije nepřátelské prostředí v hostitelském makrofágovi.

## Epidemiologie

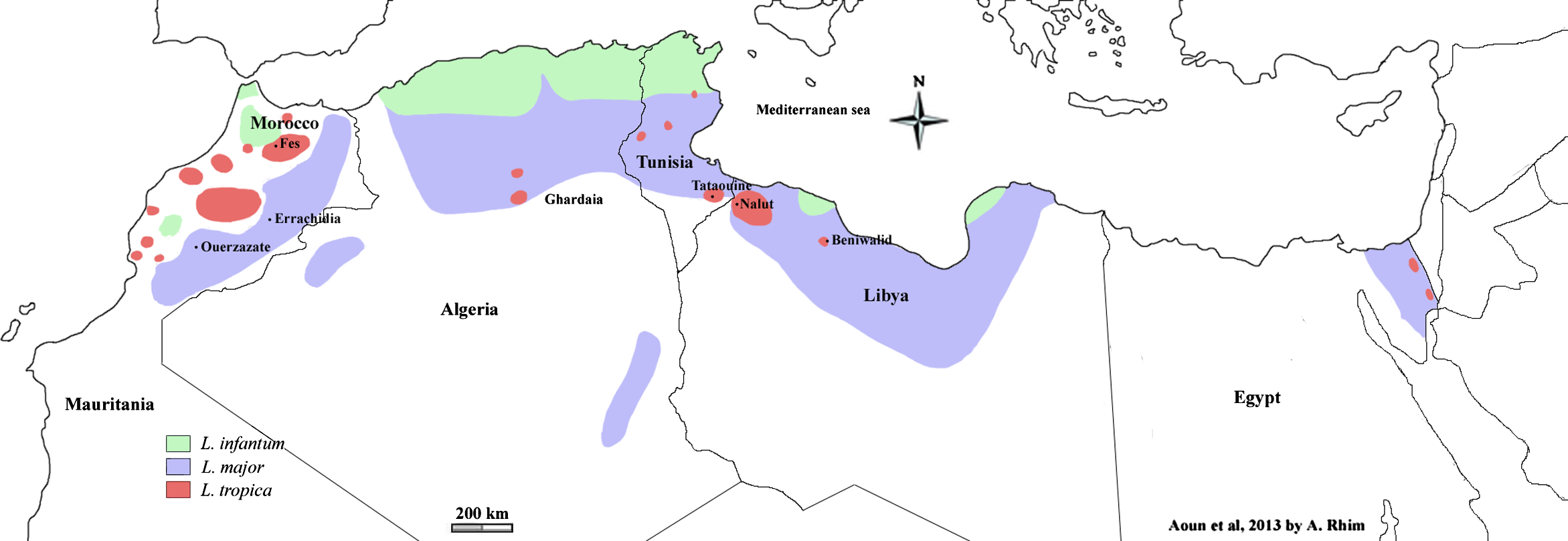
Leismaniózy v severní Africe, rozšíření L. major znázorněno modrou barvou

Každoročně onemocní kožní leismaniózou kolem 1–1,5 miliónu lidí. Hlavním zdrojem nákazy jsou bodavé mouchy rodu Phlebotomus. Ty ovšem za svůj život nedokáží uletět vzdálenost delší než jeden kilometr.
Hlavními rezervoáry nákazy jsou menší hlodavci, malí savci a ptáci. Existují zdokumentované případy nákazy psů z Egypta a Saúdské Arábie. Nicméně je to spíše vzácností.
L. major a její příbuzná, L. tropica, jsou hlavní příčinou leismaniózy na středním východě, v severní africe, a některých oblastech Číny a Indie. Mezi roky 2002 a 2004, bylo zaznamenáno přes 700 případů onemocnění personálu vojenských složek USA v Iráku.

## Klinické projevy

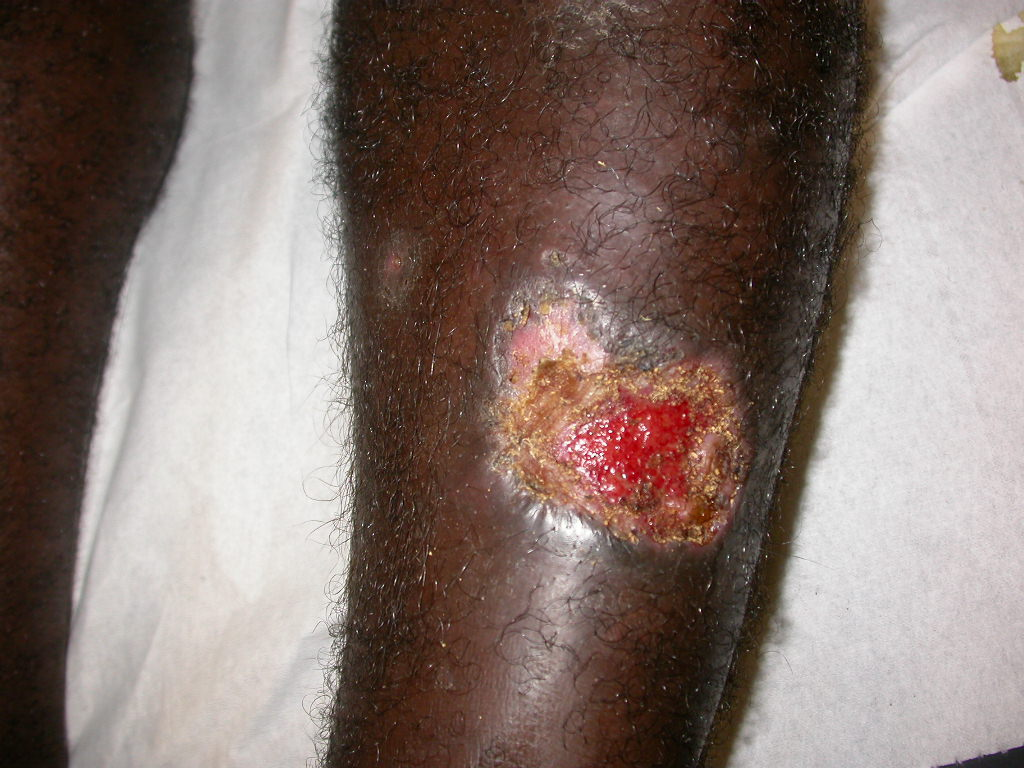
Kožní vřed způsobený leismaniózou

Nástup infekce většinou provází výskyt lézí v obslatech pobodání přenašečem. Infekce je akutní s průběhem okolo 3–6 měsíců. Čím více fagocyty pohlcují promastigoty, tím více dochází k produkci amastigotních jedinců v hnisajících uzlinách na kůži.V této fázi nelze rozpoznat o jaký patogen se jedná. Nejběžněji mají léze zvýšený kontinuální okraj, který by se dal přirovnat ke kůrce od pizzy.Biopsie těchto lézí obvykle ukáže množství makrofágů obsahujících amastigóty.

## Diagnóza
L. major může být rozpoznána pomocí diferenciální diagnostiky – tedy na základě pravděpodobnosti určené díky známému areálu rozšíření druhů leismaniózy. Nicméně stejné léze jsou příznakem pro mnoho dalších onemocnění, za která může být leismanióza zaměněna (například: retikuloendotelióza, sporotrichóza, lupus vulgaris, syfilis, sarkoidóza a lepra).
Nejběžnější metodou diagnózy leismaniózy je identifikace amastigota pomocí Wrightova barvení, nebo izolací parazita v kultuře.

## Léčba
Protože hostitelův imunitní systém je většinou schopen infekci po 3–6 měsících potlačit, spočívá léčba v boji s příznaky, snahou zmenšit škody a zabránit nekrózám. Množství různých způsobů léčby je variabilní, co se efektivity týče.
Příklady léčby:
- Fluconazol podaný v 200 mg dávce po dobu 6 týdnů vykazuje 90 % vyléčených oproti 60 % vyléčeným, kterým bylo podáno placebo.[15]
- Topicalní aplikace 15 % paromomycinu a 12 % methylbenzethonimu se již delší dobu úspěšně používá k léčbě v Izraeli.[16]
- Intralézní injekce antimonu se ukazuje být efektivní, pokud je poddána okolo okraje lézí. Po podání 10 injekcí bylo v Egyptě zaznamenáno 85 % vyléčených během 3 měsíců.[5]

## Prevence
Nejlepší cestou jak bojovat s šířením leismaniózy je narušení životního cyklu vektorů, tedy přenašečů nákazy, nebo odstraněním rezervoárů nákazy. Vyhýbání se přenašečům pomocí repelentů, moskytiér a dalších prostředků, či vyhýbání se době aktivity přenášejících much, tedy od soumraku do svítání, je efektivní v případě krátkodobých pobytů v oblastech výskytu L. major. 